# Masya och Masyane
Masya (persiska: مشی Mashiya) var den första mannen och Masyana (persiska: مشیانه Mashiyāna) den första kvinnan i iransk och zoroastrisk mytologi.
Masya och Masyane föddes ur ett träd som i sin tur vuxit upp från säden från den första urmänniskan Gayomard (som saknade kön). Det finns i detta avseende tydliga paralleller mellan dem och det första paret i fornnordisk mytologi, Ask och Embla. 
Masya och Masyane tillhör enligt zoroastrisk tradition Ahura Mazdas goda skapelse och stödde denne himmelsgud genom att föda fram femton barn som ledde kampen mot den onde Ahriman gav upphov till de mänskliga raserna. I den zoroastriska skapelsemyten finns inget inslag av synd eller syndafall.